# Arslantepe
Arslantepe (turski za "Lavlji humak") ili Melid (hetitski: Malidija ili Midua, akadski: Melidu, urartski: Melitea, latinski: Melitene) je arheološki lokalitet eneolitičkog drevnog grada u Anatoliji (12 km jugozapadno od jezera brane Karakaya na Eufratu i 7 km od grada Malatye). Ova gradina na visini od trideset metara, veličine od 200 x 120 metara, bila je naseljena od 5.000 godina prije Krista do 11. stoljeća poslije Krista. Područje je bilo rimsko selo u 5. i 6. stoljeću, a kasnije i bizantska nekropola. Kako je jedinstven primjer pojave sustava državne uprave na Bliskom istoku i sofisticiranog sustava birokracije koja je prethodila izumu pisma, gradina Arslantepe je 2021. godine upisana na UNESCO-ov popis mjesta svjetske baštine u Aziji.

## Povijest
Najstariji dokazi ljudskog obitavanja na ovom humku potječu iz bakrenog doba kada je na njegovom vrhu izgrađena monumentalna građevina od nepečene opeke. Ona je u središtu imala veliku prostoriju neodređene namjene, s oslikanim zidovima. Obližnji lokalitet Degirmentepe, koji se nalazi 24 km sjeveroistočno od Arslantetepa i 40 km od rijeke Eufrat, je mjesto gdje su otkriveni najstariji dokazi taljenja bakra.
Rano brončano doba, tj. „razdoblje Uruka”, je svjedočilo razvoju naselja u grad s velikim hramskim (3.600-3.500 godina prije Krista) i dvorskim (3.300-3.000 godina prije Krista) kompleksom. Tijekom tog razdoblja vodni resursi su bili u izobilju, a područje je bilo izvan poplavne ravnice Eufrata. Naseljem, koje je imalo vrlo pogodno zemljište za poljoprivredu, upravljala je lokalna vladajuća klasa koja je imala političku, ekonomsku i vjersku moć. Kao takav, Arslantepe je bio prvi grad-država u Anadoliji.
Tu su promađeni mnogi pečati i vješto izrađeni metalni predmeti koji dokazuju kako je naselje u to doba bilo aristokratsko političko, vjersko i kulturno, ali i trgovačko središte. Pored artefakata izloženih u Muzeju anatolijskih civilizacija u Ankari (kao što su dva lava i kip kralja), mnogi su izloženi i u Muzeju na otvorenom Arslantepe. Posebno su zanimljivi iznimni metalni predmeti i oružje, među njima i najraniji mačevi dosad poznati u svijetu, što sugerira početak oblika organizirane borbe kao prerogativ elite koja ih je izlagala kao oruđe svoje nove političke moći. Devet otkrivenih mačeva i bodeža bili su od legure arsena i bakra, a tri od njih su imali umetnute srebrne ukrase.
Grobnica, koja se nalazi u blizini palače i datira oko 2.900 godina prije Krista, smatra se kraljevskom grobnicom. U grobnici su pronađeni vrijedni darovi ukopa, a na kamenom poklopcu koji je zatvarao grobnicu pronađena su četiri mlada žrtvovana ljudska tijela. Ovo razdoblje je završilo velikim požarima nakon kojih su u gradu postali dominantni istočnoanadolsko-transkavkaški kulturni utjecaji. Pretpostavlja se kako su grad naselili ljudi različitih polunomadskih kultura, o čemu svjedoči keramika i raspored novoog naselja.
Između 2.700 i 2.500 godine prije Krista, grad je razvio jedinstvenu kulturnu strukturu, odvajajući se od sirijsko-mezopotamijske kulture, tzv. Išuva kultura. Od 2. tisućljeća prije Krista grad je došao pod utjecaj rastućeg Hetitskog carstva. Hetitski kralj Šupilulijuum I. (vladao od 1344. do 1322. pr. Kr.) je koristio grad kao bazu za napad i osvjajanje kraljevstva Mitani na jugu. Kammanu, jedno od kasnih hetitskih kraljevstava uspostavljenih nakon raspada Hetitskog carstva, proglasilo je ovaj grad prijestolnicom. Tada se ime grada u asirskim dokumentima spominje kao Melid, a Kraljevstvo Kammanu i kao „Kraljevstvo Melid”. 
Asirski kralj Tiglat-Pileser I. je nakon neuspjelog napada na ovu državu bio prisiljen platiti danak. Grad se uspio održati i očuvati svoje bogatstvo sve do 712. godine prije Krista, kada ga je razorio i opljačkao Sargon II. Ponovno je naseljen tek u 5. stoljeću poslije Krista. 
Iskopavanja na ovoom području započeo je 1932. godine francuski tim na čelu s Louisom Delaporteom. Iskopavanja su imala za cilj doći do glavnog grada jednog od kraljevstava uspostavljenih u regiji nakon raspada Hetitskog carstva. Glavna redovita iskopavanja započela je 1961. god. skupina sa Sveučilišta Sapienza u Rimu. Sve do 1970-ih, iskopavanja su se vodila pod vodstvom Albe Palmieri, a danas ih koordinira Marcella Frangipane.
Arslantepe je na 44. zasjedanju Odbora za svjetsku baštinu 26. srpnja 2021. godine uvršten na UNESCO-ov popis mjesta svjetske baštine u Aziji.
- Unutrašnjost Arslantepea danas
- Hetitski lav iz neo-hetitskog razdoblja (1180.-700. Pr. Kr.), Arslantepe
- Hetitski reljef iz Arslantepea, Ankara
- Reljef iz Melida u Muzeju Malatya
- Brončano oružje u Muzeju Malatya